# Михаило Рисантијевић
Михаило Рисантијевић (Крагујевац, 9. март 1852 — Крагујевац,1918) био је српски глумац.

## Каријера
У младости му се допала глума, па је приступио аматерском позоришту у Аранђеловцу, а затим је играо у путујућој позоришној дружини „Косово“ Михаила Димића.
Рисантијевић је једно време водио и своју позоришну путујућу трупу. У позоришту је играо у улогама херојских личности као што су хајдук Вељко, Марко Краљевић и Милош Обилић.
Глумом се бавио од 1868. до смрти 1918. године. Његови савременици били су Богобој Руцовић, Тоша Јовановић, Милош Цветић, Милка Гргурова-Алексић и други.
Члан Народног позоришта у Београду био је од 1875. године и ту је остварио своје најзапаженије улоге. Укупно је пописано да је имао 142 улоге у Народном позоришту, прву у представи Отаџбина као телал, која је премијерно изведена 1. јуна 1875. године, а последњу у представи Пут око света, где је тумачио улогу црнца, а она је изведена премијерно 26. марта 1911. године.
Остварио је улогу у српском немом играном филму Живот и дела бесмртног вожда Карађорђа из 1911. године.